# Monaster Wprowadzenia Matki Bożej do Świątyni w Belgradzie
Monaster Wprowadzenia Matki Bożej do Świątyni – prawosławny żeński klasztor w Belgradzie, w eparchii belgradzkiej Serbskiego Kościoła Prawosławnego, utworzony w 1936.

## Historia
Fundatorką monasteru była Persida Milenković. Teren pod budowę świątyni przekazało miasto. Pierwsza grupa dwunastu mniszek przybyła do Belgradu z monasteru Kuveždin na Fruškiej gorze. Był to pierwszy od kilkuset lat nowy żeński klasztor tradycji serbskiej, utworzony z pomocą mniszek z monasteru Novo Hopovo – rosyjskich emigrantek, dawnej wspólnoty monasteru Narodzenia Matki Bożej z Leśnej. Wśród założycielek klasztoru były zarówno Serbki, jak i Rosjanki, zaś pierwszą przełożoną wspólnoty została dotychczasowa ihumenia monasteru Kuveždin Melania (Krivokućin). Monaster belgradzki był początkowo filią tegoż klasztoru. Główna cerkiew monasterska została wzniesiona w latach 1935–1936 według projektu rosyjskiego architekta Iwana Rika (inne źródła wskazują Serba Pavlego Petrovicia) w stylu nawiązującym do średniowiecznego serbskiego budownictwa sakralnego i wyświęcona 25 października 1936 przez patriarchę serbskiego Barnabę. Malowidła we wnętrzu obiektu wykonał Dušan Mihajlović w latach 1972–1982.
Monaster Wprowadzenia Matki Bożej do Świątyni pozostawał czynny podczas II wojny światowej. W 1945 w klasztorze zmarł wskutek poniesionych wcześniej z rąk ustaszy tortur metropolita zagrzebski Dosyteusz.
W monasterze szczególnym kultem otaczane są kopie Leśniańskiej Ikony Matki Bożej, Zografskiej Ikony Matki Bożej, ikona Opieki Matki Bożej, która przetrwała z pożaru klasztoru Kuveždin podczas II wojny światowej, ikona św. Nektariusza z Eginy uznawana za cudotwórczą oraz ikona św. Mikołaja podarowana przez archimandrytę Justyna (Popovicia). Od 2008 w cerkwi monasterskiej wystawione dla kultu są również relikwie metropolity zagrzebskiego Dosyteusza. Oprócz nich monaster posiada relikwie kilkunastu różnych świętych z różnych epok i krajów. Na wyposażeniu klasztoru pozostają ikony z XVIII i XIX w., jak również zabytkowe rękopisy i księgi liturgiczne.
Na terenie monasteru pochowani zostali metropolita Skopje Józef, metropolita budziński Arseniusz, metropolita zagrzebski Damaskin oraz biskup budziński Daniel.

## Przełożone monasteru[1]
- Melania (Krivokućin), 1936–1942
- Angelina (Graczowa)
- Agnia (Dimitrović)
- Anastazja (Sadković), 2001-2019
- Teodora (Vasić), od 2020